# 心行寺 (江東区)
心行寺（しんぎょうじ）は、東京都江東区深川にある浄土宗の寺院。

## 概要
1616年（元和2年）、岩国領領主吉川広嘉の妻の養源院の開基である。元々は八丁堀町（現・東京都中央区八丁堀）に位置していたが、1633年（寛永10年）に現在地に移転した。
かつては末寺として「影窓院」「正寿院」があったが、現在は統合している。

## 深川七福神
深川七福神の福禄寿が、当寺の六角堂に安置されている。
1970年（昭和45年）に復活した七福神の巡礼札所で、1975年（昭和50年）に六角堂が建てられ、翌年に福禄寿像が安置された。

## 墓所
- 養源院（開基）
- 工藤平助（経世論の論者）
- 五代目鶴屋南北（歌舞伎役者）
- 松本交山（画家）
- 井上氏（米問屋「鯉屋」の当主）

## 交通アクセス
- 門前仲町駅より徒歩5分。